# Tête Noire
Tête Noire är en bergstopp i Schweiz. Den ligger i distriktet Martigny och kantonen Valais, i den sydvästra delen av landet, 90 km söder om huvudstaden Bern. Toppen på Tête Noire är 2 871 meter över havet.